# Температура самозаймання
Температу́ра самозайма́ння — найнижча температура матеріалу (речовини), за якої за встановленими умовами випробувань відбувається різке збільшення швидкості екзотермічних реакцій окиснення матеріалу (речовини), які закінчуються полуменевим горінням.
Температура самозаймання — це найменша температура речовини, при нагріванні якої різко зростає швидкість екзотермічної реакції, що призводить до спонтанного виникнення полум'яного горіння. Дані Т.с. для горючих газів і парів, пов'язаних з експлуатацією електрообладнання:
Силан: <21,23 ° C (70 ° F)
Білий фосфор: 34 ° C (93 ° F)
Сірковуглець: 100 ° C (212 ° F)
Бензин: 257 ° C (495 ° F)
Бутан: 372 ° C (702 ° F)
Магній: 473 ° C (883 ° F)
Водень: 571 ° C (1060 ° F)
| Температури самозаймання суміші різих груп вибухонебезпечних сумішей | Температури самозаймання суміші різих груп вибухонебезпечних сумішей |
| Групи вибухонебезпечних сумішей                                      | Температура самозаймання суміші, °C                                  |
| -------------------------------------------------------------------- | -------------------------------------------------------------------- |
| Т1                                                                   | Вище 450                                                             |
| Т2                                                                   | Від 300 до 450                                                       |
| Т3                                                                   | Від 200 до 300                                                       |
| Т4                                                                   | Від 135 до 200                                                       |
| Т5                                                                   | Від 100 до 135                                                       |
| Т6                                                                   | Від 85 до 100                                                        |

Температура самозаймання для нафтопродуктів — це та температура, при якій нафтопродукт при наявності кисню повітря загоряється без зіткнення рідини чи її пари з полум'ям або іскрою, а тільки внаслідок підігріву ззовні (через стінку). Для бензину вона дорівнює 420—530 °C, гасу — 380—440 °C, газойлю — 340—360 °C, реактивного палива — 380 °C. Алкани мають найнижчу температуру самозаймання (пентан — 284,4 °C), нафтени — середню (циклопентан -385 °C) і арени — найвищу (бензол — 591,7 °C).